# 豊嶋彬
豊嶋 彬（とよしま あきら、1983年7月16日 - ）は、日本の DJ、MC。リズミック所属。以前はサンディに所属していた。
神奈川県出身。血液型はA型。身長170cm。

## 来歴・人物
- 東京都生まれ[2]
- 鎌倉学園高校卒業後[3]、カナダに留学[1]。
- Bリーグ横浜ビー・コルセアーズ ホームゲームアリーナMC（2011年 - ）[3]。
- J:COM 「ジモスポTOKYO」MC（2016年 - ）[3][4]。
- J:COM 「東葛調査隊」レポーター（2014年 - ）[3][5]
- J:COM 「Forza! SC相模原」ナレーション（2014年 - ）[3][6][7]
- 2015世界トライアスロンシリーズMC（2015年5月16日・17日）[8]
- 湘南シーレックススタジアムDJ（2008年 - 2010年）[1]
- プレナスなでしこリーグ2014 ASエルフェン埼玉 スタジアムDJ[9]
- IFSCボルダリングワールドカップ八王子2017 MC[10]
- J:COM「夏の高校野球 東西東京大会ダイジェスト」MC[11]
- 鈴木みのるデビュー30周年野外フェスティバル「大海賊祭」総合MC（2018年6月23日 - 24日）[12]

## ギャラリー

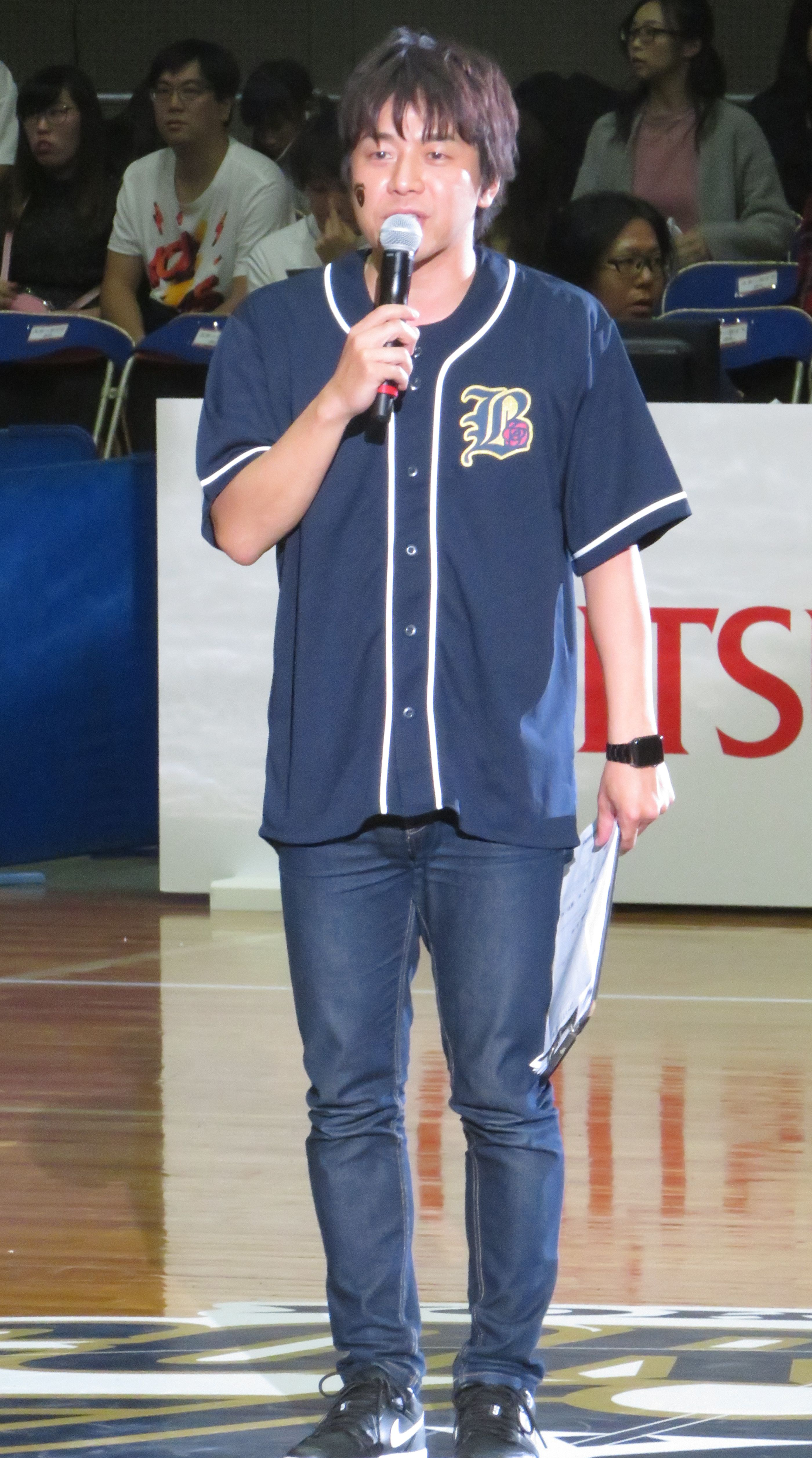
2018年10月17日撮影 横浜文化体育館にて